# El Rosario (Cuscatlán)
El Rosario es un distrito del municipio de Cuscatlán Sur en el departamento de Cuscatlán, El Salvador. De acuerdo al censo oficial de 2024, tiene una población de 3.639 habitantes, también aquí se celebran juegos académicos.

## Historia
Antes de ser erigido en pueblo, el Valle de El Rosario formaba parte de la jurisdicción de Cojutepeque.
En el 11 de marzo de 1872, la cámara de diputados, habiendo tomado en consideración el proyecto de ley presentado por uno de los miembros de la cámara en virtud del cual el Valle del Rosario pretende ser elevado al rango de Pueblo, y considerando que estaba comprobado que el valle tenía la base de población y condiciones que exige la ley para tal cargo, decretó: erigir en pueblo el Valle del Rosario y que en consecuencia procederán desde luego sus habitantes a elegir la municipalidad y jueces de paz en el número y forma que determina la ley, y que la jurisdicción de este pueblos se limitará en la misma demarcación del Valle del Rosario. La cámara de senadores la mandó al poder ejecutivo en el 12 de marzo, y el presidente Santiago González ejecutó el decreto en el 13 de marzo. El decreto fue publicado en el Número 49 del Tomo 1 del Boletín Oficial en el 19 de abril de 1872.
Para 1890 tenía una población de 1,210 habitantes.

## Información general
El distrito cubre un área de 14,21 km² y la cabecera tiene una altitud de 715 m s. n. m. Las fiestas patronales se celebran en el mes de octubre en honor a la Virgen del Rosario. De este lugar es originario monseñor Luis Chávez y González, arzobispo de San Salvador.